# Keesia
Keesia is een geslacht van vliesvleugeligen uit de familie Pteromalidae. De wetenschappelijke naam van dit geslacht is voor het eerst geldig gepubliceerd in 2011 door Mitroiu.

## Soorten
Het geslacht Keesia omvat de volgende soorten:
- Keesia dorsellata Mitroiu, 2011
- Keesia tripotini Mitroiu, 2011